# Współczynnik koligacji Y Yule’a
Współczynnik koligacji Y Yule’a – miara zależności między dwiema zmiennymi dychotomicznymi. Miarę tę zaproponował w 1912 r. George Udny Yule.

## Wzór
Oznaczmy w następujący sposób liczebności w tablicy kontyngencji o wymiarach 2×2 pokazującej łączny rozkład dwóch zmiennych dychotomicznych:
|       | y = 1               | y = 0               | suma                |
| x = 1 | {\displaystyle a}   | {\displaystyle b}   | {\displaystyle a+b} |
| x = 0 | {\displaystyle c}   | {\displaystyle d}   | {\displaystyle c+d} |
| suma  | {\displaystyle a+c} | {\displaystyle b+d} | {\displaystyle n}   |

Y Yule’a jest dane następującym wzorem
{\displaystyle Y={\frac {{\sqrt {ad}}-{\sqrt {bc}}}{{\sqrt {ad}}+{\sqrt {bc}}}}.}
Współczynnik Y Yule’a jest ściśle związny z ilorazem szans OR = ad /(bc):
{\displaystyle Y={\frac {{\sqrt {OR}}-1}{{\sqrt {OR}}+1}}}
Y Yule'a przyjmuje wartości od −1 do +1. −1 odzwierciedla całkowitą ujemną korelację, +1 odzwierciedla doskonałą dodatnią zależność, podczas gdy 0 oznacza brak jakiejkolwiek zależności statystycznej między zmiennymi. 
Współczynnik Y Yule’a jest również związany z podobnym współczynnikiem Q Yule’a, który również można wyrazić za pomocą ilorazu szans. Między Q i Y jest następujący związek:
{\displaystyle Q={\frac {2Y}{1+Y^{2}}}\ ,}
{\displaystyle Y={\frac {1-{\sqrt {1-Q^{2}}}}{Q}}\ .}